# Nete

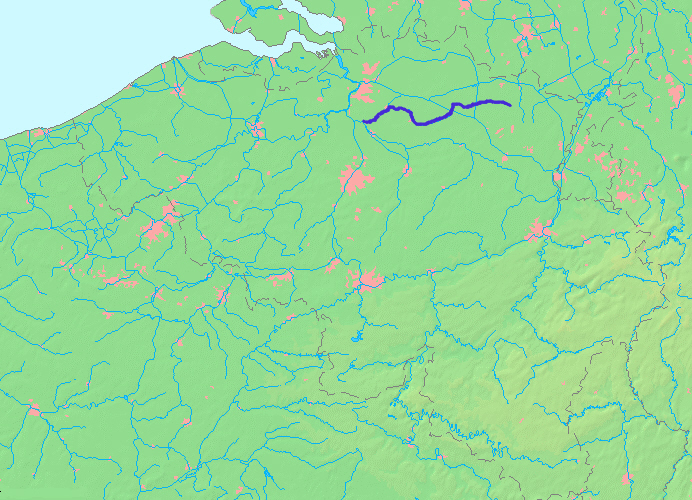
Verlauf der Nete

Die Nete ist ein Fluss in Belgien. Man unterscheidet im Oberlauf die Große Nete und die Kleine Nete. Nach dem Zusammenfluss beider spricht man von der Unter-Nete, oder einfach von der Nete. Manchmal wird auch die Bezeichnung Große Nete weiter verwendet. Bei dieser Betrachtungsweise erscheint die Kleine Nete als Nebenfluss.
Die Kleine Nete hat ihr Quellgebiet zwischen den Ortschaften Arendonk und Mol im Gebiet de Kempen. Die Große Nete entspringt bei Hechtel-Eksel. Bei Lier fließen Große und Kleine Nete zusammen. Die Unter-Nete vereinigt sich schließlich bei Rumst mit der Dijle und wird damit zur Rupel, die schließlich gegenüber von Rupelmonde in die Schelde mündet.